# Германско-пакистанские отношения
Германско-пакистанские отношения — двусторонние дипломатические отношения между Германией и Пакистаном. В 1910-40-х годах между Германской империей и Британской Индией установились прочные связи, а в 1950-х годах дипломатические отношения с независимым Пакистаном были сначала установлены Западной Германией, которые основывались главным образом на взаимном сотрудничестве в культурном, социальном, образовательном и экономическом развитии, а затем отношения были установлены между Восточной Германией и Восточным Пакистаном.
У Германии имеется посольство в Исламабаде и генеральные консульства в Карачи, Лахоре, Пешаваре и Кветте. Пакистан содержит посольство в Берлине и генеральные консульства в Гамбурге и Бранденбурге. Несмотря на тесное сотрудничество и исторические связи, в последние годы возникли трудности в двусторонних отношениях, поскольку политические последствия Войны в Афганистане (2001—2014) являются главной темой обсуждения с 2014 года.

## История
С момента установления дипломатических отношений в 1951 году Пакистан и Германия поддерживают теплые дружеские отношения. Пакистан стал одной из первых азиатских стран, установивших отношения с Федеративной Республикой Германия (Западной Германией). Двусторонние отношения основаны на приверженности идеям демократии, плюрализма, уважения прав человека, культурного и религиозного разнообразия, а также экономического либерализма.

### Отношения во время Холодной войны
В 1940-х годах Германия поддерживала отношения с Британской Индией, а затем установила дипломатические отношения с Пакистаном после провозглашения его независимости. В 1950-х годах Западная, и Восточная Германия склонялись к созданию союза с Индией.
Отношения Пакистана с Западной Германией были относительно крепкими и основывались на взаимном сотрудничестве, а вот отношения с Восточной Германией наоборот ухудшились. В 1950-х годах Восточная Германия поддерживала прочные отношения с Восточным Пакистаном. В 1961 году президент Пакистана Мухаммед Айюб Хан совершил первый государственный визит в Западную Германию, где встретился с президентом ФРГ Генрихом Любке и федеральным канцлером Конрадом Аденауэром. ФРГ установила партнерские отношения с Пакистаном для старта программы промышленного развития и тем самым эта страна стала одним из первых экономических партнеров ФРГ.
В 1960-х годах Западная Германия стала помогать Пакистану в индустриализации. ФРГ называла Пакистан примером успешной политики развития в развивающейся стране. В 1971 году ФРГ сохраняла политику нейтралитета во время Третьей индо-пакистанской войны, а Восточная Германия стала третьей страной в мире и первой страной в Европе, официально признавшей Бангладеш в 1972 году после окончания войны за независимость. В 1970-х годах Пакистан нормализовал отношения с Восточной Германией и Восточным блоком.

## Культурные связи
В Германии проживает около 35 000 пакистанских иммигрантов, примерно 1200 немцев в настоящее время проживают в Пакистане, в основном в Карачи, Лахоре и Пешаваре. Германия поддерживает дипломатические представительства в стране, имеет посольство в Исламабаде, консульство в Карачи и почетные консульства в Лахоре, Пешаваре и Кветте. Германия также является одной из стран, играющих влиятельную роль в текущих политических событиях в Пакистане, наряду с Саудовской Аравией, КНР, США и Великобританией.

### Археология
Германские археологи активно работают в Пакистане на протяжении десятилетий. Например, с 1979 года стартовал проект «Наскальные рисунки и надписи вдоль Каракорумского шоссе», который осуществляется при поддержке Гейдельбергской академии наук и гуманитарных наук. Германские исследователи регулярно посещают Гилгит-Балтистан в рамках этого проекта.
В течение ряда лет Федеральное министерство иностранных дел Германии финансирует проекты по сохранению культурного наследия Пакистана. Основные проекты последних лет включают реставрацию фресок Лахорской крепости и исторической мечети Амбурик в Балтистане. В 2010 и 2011 годах Федеральное министерство иностранных дел Германии выделило средства на ремонт и реставрацию традиционных жилищ в историческом Старом городе Лахора в сотрудничестве с Фондом Ага Хана. Оба проекта получили премию ЮНЕСКО за сохранение культурного наследия в Азиатско-Тихоокеанском регионе в 2010 и 2014 годах соответственно. С 2017 года стартовал проект по восстановлению части фресок в Лахорской крепости, также в сотрудничестве с Фондом Ага Хана. Этот проект планируется продолжить и в 2018 году.

### Институт имени Гёте
Основным институтом, способствующим развитию двусторонних культурных связей, является Институт имени Гёте в Карачи, который располагается в здании, построенном в архитектурном стиле Баухаус и являющимся историческим памятником. В Институте помимо курсов немецкого языка проводятся многочисленные культурные мероприятия. В Лахоре имеется Аннемари Шиммель Хаус, принадлежащий Институту имени Гёте, который также предлагает населению языковые курсы и культурную программу.

### Телерадиовещание
Налажено тесное сотрудничество в области обучения между немецкой вещательной компанией Deutsche Welle (DW) и Pakistan Broadcasting Corporation (PBC). Deutsche Welle имеет представительство в Исламабаде.

## Дипломатические отношения
В январе 2011 года Германия и Пакистан договорились о старте стратегического диалога между странами на ежегодной основе в целях укрепления обороны, экономики, образования, энергетики, инвестиций и инфраструктуры. Состоялось четыре раунда стратегического диалога, последний из которых прошёл в ноябре 2018 года в Исламабаде.

## Экономические отношения
Пакистан стал для Германии одной из первых стран с которыми началось сотрудничество с целью экономического развития. В 1961 году стартовало Германско-пакистанское партнерство в области развития, когда было основано Федеральное министерство экономического сотрудничества и развития Германии. В 1963 году правительство Пакистана под руководством президента Пакистана Мухаммеда Айюба Хана выделило Западной Германии кредит в размере 25 млн долларов США (с учётом инфляции эта сумма в 2018 году составила бы более 250 млн долларов США) сроком на 20 лет. Германия в настоящее время является четвертым по величине торговым партнером Пакистана. С 1961 года Германия предоставила Пакистану прямых иностранных инвестиций на сумму около 3 млрд. евро. Это делает Германию четвертым по величине иностранным донором Пакистана.
Германские транснациональные компании, представленные в Карачи:
- BASF (химические промышленность)
- BMW (автомобили)
- Daimler (автомобили)
- DB Schenker (логистика)
- DHL (курьерская служба)
- The Linde Group (химическая промышленность)
- Lufthansa Cargo (грузовая авиакомпания)
- Merck KGaA (фармацевтика)
- Metro Cash and Carry (оптовая торговля)
- Siemens (конгломерат)

Двусторонние соглашения подписанные между странами:
- Соглашение о воздушном транспорте;
- Соглашение об избежании двойного налогообложения;
- Соглашение о защите и продвижении инвестиций;
- Рамочное соглашение о техническом и финансовом сотрудничестве (с изменениями, вносимыми ежегодными соглашениями о финансовом и техническом сотрудничестве);
- Соглашение о сотрудничестве в области научных исследований и технологического развития.

В 1990-х годах страны решили основать Пакистанско-германский бизнес-форум, который был образован в 1997 году благодаря инициативе посла Германии в Пакистане. Пакистанско-германский бизнес-форум стал центральным инструментом продвижения и расширения двусторонних экономических отношений между странами. Коммерческая торговля между Исламабадом и Берлином также была очень важной темой в последние годы, так как Германия является четвертым по величине торговым партнером Пакистана. В 2000 году Германия стала одним из важнейших союзников Пакистана в Вазиристанской войне против боевиков Техрик-е Талибан Пакистана. В последние годы между Германией и Пакистаном значительно расширились торговые и научные контакты. Германия активно участвует в социально-экономическом развитии Пакистана и является активным участником форума Друзья Демократического Пакистана.
Германия является шестым по величине импортёром пакистанских товаров. Основной экспорт Пакистана в Германию: текстиль и кожаные изделия, а основной экспорт Германии в Пакистан: машинное оборудование и химические продукты. Кроме того, около 30 германских компаний представлены в Пакистане, причем не только крупные фирмы, но также малые и средние предприятия.
В августе 2014 года посол Германии в Пакистане Цирил Нанн проинформировал министра финансов Пакистана Исхака Дара о том, что 24 августа 2014 года германские бизнесмены открыли «Ворота Пакистана» в Берлине с целью облегчения деловых контактов между двумя странами.

### Китайско-пакистанский экономический коридор
В ноябре 2018 года Пакистан предложил Германии поучаствовать в Китайско-пакистанской экономическом коридоре. Пакистан предложил германским компаниям инвестировать в особые экономические зоны этого проекта, который является важной вехой в развитии регионального сотрудничества и пакистано-китайских отношений.

### Всеобщая система преференций
В 2014 году Пакистан был включен в Всеобщую систему преференций Европейского союза. Это дает экспортному сектору Пакистана привилегированный доступ к рынку Европейского союза по поставке различных товаров, в частности текстиля. В рамках обсуждения в Европейском союзе Германия высказалась за принятие Пакистана во Всеобщую систему преференций.

### Торговля и инвестиции
|                                                   | 2007  | 2007 | 2008 | 2008 | 2009  | 2009 | 2010  | 2010 | 2011 | 2011 | 2012 | 2012 | 2013 | 2013 | 2014 | 2014 | 2015 | 2015 | 2016 | 2016 |
| ------------------------------------------------- | ----- | ---- | ---- | ---- | ----- | ---- | ----- | ---- | ---- | ---- | ---- | ---- | ---- | ---- | ---- | ---- | ---- | ---- | ---- | ---- |
| Германский экспорт (в млрд. долларов США)         | 1,25  | ▲    | 1,37 | ▲    | 1,1   | ▼    | 0,995 | ▼    | 1,09 | ▲    | 1,05 | ▼    | 1,06 | ▲    | 1,09 | ▲    | 1,13 | ▲    | 1,21 | ▲    |
| Пакистанский экспорт (в млрд. долларов США)       | 0,939 | ▲    | 1,04 | ▲    | 0,943 | ▼    | 1,16  | ▲    | 1,57 | ▲    | 1,26 | ▼    | 1,42 | ▲    | 1,71 | ▲    | 1,62 | ▼    | 1,7  | ▲    |
| Общий объём товарооборота (в млрд. долларов США)  | 2,19  | ▲    | 2,41 | ▲    | 2,04  | ▼    | 2,15  | ▲    | 2,66 | ▲    | 2,47 | ▼    | 2,31 | ▼    | 2,48 | ▲    | 2,75 | ▲    | 2,91 | ▲    |
| Примечание: все расчёты приведены в долларах США. |       |      |      |      |       |      |       |      |      |      |      |      |      |      |      |      |      |      |      |      |

### Энергетика
Германия поддерживает развитие энергетического сектора Пакистана на протяжении десятилетий. Германия помогла построить несколько гидроэлектростанций в этой стране, предоставляя ссуды с низкой процентной ставкой. Другие станции либо находятся на стадии строительства, либо на стадии планирования.
Помощь Германии Пакистану в последние годы принесла серьёзные успехи в развитии гидроэнергетики. Германский банк KfW финансировал строительство дамбы Тарбела, а также гидроэнергетический проект Гази-Барота. Совместно с европейскими партнерами KfW в настоящее время участвует в строительстве еще двух гидроэлектростанций в Пакистане. Благодаря многолетнему прочному сотрудничеству, KfW также участвует в формировании структуры пакистанской системы энергоснабжения и сыграл важную роль в реорганизации государственной энергетической компании Пакистана Water and Power Development Authority.

### Пакистанско-германский форум по возобновляемым источникам энергии
В ноябре 2014 года правительства Германии и Пакистана заключили соглашение о создании Пакистанско-германского форума по возобновляемым источникам энергии (PGREF). Открытие которого состоялось в 2016 году в Лахоре. Форум должен стимулировать контакты между странами в энергетическом секторе, для ассоциаций и для неправительственных организаций. В более долгосрочной перспективе Форум должен обеспечить обучение сотрудников, а также содействовать сотрудничеству между партнерами из Германии и Пакистана.

## Сотрудничество в системе образования
Германия является одним из самых популярных направлений для получения образования среди молодых пакистанцев. Германия и Пакистан подписали 32 соглашения о сотрудничестве между университетами обеих стран. Каждый год сотни пакистанцев поступают на учебу в Германию для получения высшего образования или докторской степени. В 2018 году в Германии проживало 4100 пакистанских студентов и докторантов.
Академическое сотрудничество и обмен исследованиями восходит к 1930-м годам, когда многие ученые (которые затем после раздела Британской Индии остались в Пакистане) работали с Германией. В 1960 году после старта германско-пакистанского сотрудничества в Университете Каид-и Азама был основан Институт физики, в развитии которого участвовали физики из ФРГ. Германия также помогла Пакистану принять участие в проектах ЦЕРН и неоднократно поддерживала статус наблюдателя Пакистан в этой организации. Германия также разрешила сотням пакистанских физиков и математиков провести свои опыты в исследовательском центре DESY.
в 1907 году один из идеологов создания Пакистана Мухаммад Икбал провел несколько месяцев в Германии. В Гейдельберге Мухаммад Икбал изучал немецкий язык, философию и литературу. Стихотворение Мухаммада Икбала «Darye Naika Ke Kinare Par» (Приветствие Неккару), а также памятная доска в этом германском университетском городке напоминают о его пребывании там. «Мое пребывание в Гейдельберге было похоже на прекрасный сон», — заявлял Мухаммад Икбал.

### Профессиональное обучение
Германия помогает Пакистану кардинально реформировать систему профессионального обучения в сотрудничестве с Нидерландами, Норвегией и Европейским союзом. Германское общество международного сотрудничества консультирует пакистанскую национальную комиссию по профессионально-техническому обучению о том, как профессиональное обучение должно соотносится с востребованностью на рынке труда. При сотрудничестве Германии в Пакистане было создано более 100 центров профессиональной ориентации и профориентации. Единые стандарты и материалы для экзаменов были разработаны для почти 60 профессий в области сельского хозяйства, энергетики и услуг; 87 000 молодых людей завершили программу обучения; 4000 инструкторов по профессиональному обучению уже прошли обучение, и по крайней мере, многие ещё собираются пройти обучение в ближайшем будущем.

### Германско-пакистанская учебная инициатива
В июне 2013 года 13 германских многонациональных и пакистанских национальных компаний официально запустили Германско-пакистанскую учебную инициативу (GPATI), новый проект по развитию навыков, направленный на предоставление молодым пакистанским мужчинам и женщинам профессиональных знаний.

## Политические отношения
Фонд Фридриха Эберта, Фонд Фридриха Наумана, Фонд Генриха Бёлля, Фонд Ханнса Зайделя и Фонд имени Конрада Аденауэра на протяжении десятилетий командируют своих сотрудников в Пакистан, где имеют там свои собственные офисы. Они поддерживают проекты в таких областях, как укрепление демократических институтов, права человека и улучшение положения женщин, изменение климата, дерадикализация, региональное сотрудничество и средства массовой информации.

## Гуманитарная помощь
В конце лета 2014 года с целью смягчить последствия стихийного бедствия в Пакистане правительство Германии предоставило в общей сложности помощи на сумму более 6 миллионов евро. В 2015 и 2016 годах общая сумма федеральных бюджетных ассигнований Германии на оказание гуманитарной помощи Пакистану превысила 11 миллионов евро. Меры по оказанию помощи осуществляются германскими неправительственными организациями и международными организациями, такими как Управление Верховного комиссара ООН по делам беженцев и Всемирная продовольственная программа.

## Сотрудничество в сфере безопасности
В течение 1970-х годов пакистанский политик Зульфикар Али Бхутто предпринял масштабные инициативы по укреплению оборонных связей Пакистана с Германией. При Зульфикар Али Бхутто было подписано соглашение о стратегической и военной подготовке между военными академиями этих стран. Германские военные чиновники и курсанты осуществляют визиты в пакистанские военные академии в рамках обмена опытом, а пакистанские военнослужащие посещают Германию с этой же целью. В 1980-х годах германско-пакистанские отношения перешли на стадию военного союза в рамках операции «Циклон», направленной против присутствия вооружённых сил Советского Союза в Демократической Республике Афганистан.
С 19 по 22 июня 2016 года начальник штаба вооружённых сил Пакистана генерал Рахиль Шариф посетил Германию по приглашению своего коллеги германского инспектора армии генерал-лейтенанта Йорга Воллмера. Рахиль Шариф присутствовал при возложении венков к военному мемориалу министерства обороны Германии, а затем провёл переговоры с министром обороны Германии Урсулой фон дер Ляйен.

## Проблемные моменты
В 2012 году отношения между странами ухудшились, когда пакистанская полиция задержала трёх предполагаемых агентов германской разведки возле афганской границы. Все трое предполагаемых агентов были допрошены сотрудниками Федерального разведывательного агентства Пакистана, а затем депортированы из страны как персоны нон грата после того, как Германия заявила протест. В марте 2013 года германские СМИ сообщили, что спецслужбы страны арестовали предполагаемого пакистанского агента, работавшего над получением конфиденциальной информации о беспилотниках; никаких других подробностей предоставлено не было.